# Trude Dybendahl
Trude Dybendahl (Oslo, 8 gennaio 1966 – Oslo, 23 agosto 2024) è stata una fondista norvegese, vincitrice di varie medaglie olimpiche e iridate.

## Biografia
In Coppa del Mondo ottenne il primo risultato di rilievo il 2 marzo 1986 a Lahti (5ª), il primo podio il 7 gennaio 1989 a Kavgolovo (3ª) e la prima vittoria il 14 gennaio 1990 a Mosca.
In carriera prese parte a quattro edizioni dei Giochi olimpici invernali, Calgary 1988 (2ª nella staffetta), Albertville 1992 (21ª nella 5 km, 8ª nella 15 km, 9ª nella 30 km, 2ª nella staffetta), Lillehammer 1994 (7ª nella 5 km, 4ª nella 30 km, 7ª nell'inseguimento, 2ª nella staffetta) e Nagano 1998 (8ª nella 5 km, 6ª nella 15 km, non conclude la 30 km, 11ª nell'inseguimento), e a cinque dei Campionati mondiali, vincendo sei medaglie.
Si sposò con Ebbe Hartz, fondista della Danimarca non di livello internazionale con il quale ebbe due figli.
Morì il 23 agosto 2024 all'età di 58 anni.

## Palmarès

### Olimpiadi
- 3 medaglie:
  - 3 argenti (staffetta[3] a Calgary 1988; staffetta[3] ad Albertville 1992; staffetta[3] a Lillehammer 1994)

### Mondiali
- 6 medaglie:
  - 1 oro (5 km[3] a Val di Fiemme 1991)
  - 2 argenti (15 km[3] a Val di Fiemme 1991; staffetta[3] a Trondheim 1997)
  - 3 bronzi (staffetta[3] a Val di Fiemme 1991; 5 km[3], staffetta[3] a Falun 1993)

### Coppa del Mondo
- Miglior piazzamento in classifica generale: 3ª nel 1990
- 23 podi (15 individuali, 8 a squadre[4])[5]:
  - 7 vittorie (6 individuali, 1 a squadre)
  - 10 secondi posti (3 individuali, 7 a squadre)
  - 6 terzi posti (individuali)

#### Coppa del Mondo - vittorie
| Data             | Località     | Nazione          | Spec.                                                     |
| ---------------- | ------------ | ---------------- | --------------------------------------------------------- |
| 14 gennaio 1990  | Mosca        | Unione Sovietica | 7,5 km TC                                                 |
| 10 marzo 1990    | Örnsköldsvik | Svezia           | 5 km TC                                                   |
| 17 marzo 1990    | Vang         | Norvegia         | 20 km PU                                                  |
| 9 marzo 1993     | Lillehammer  | Norvegia         | 5 km TC                                                   |
| 8 dicembre 1996  | Davos        | Svizzera         | 4x5 km (con Bente Skari, Anita Moen e Marit Mikkelsplass) |
| 18 dicembre 1996 | Oberstdorf   | Germania         | 10 km TC                                                  |
| 11 marzo 1997    | Sunne        | Svezia           | SP TL                                                     |

Legenda:

TC = tecnica classica

TL = tecnica libera

SP = sprint

PU = inseguimento